# Ørsted (satelit)

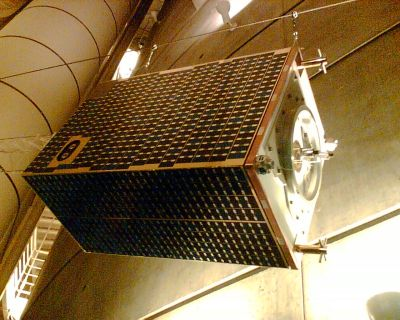
Model al satelitului Ørsted din Planetariul Tycho Brahe.

Ørsted este primul satelit danez, numit în onoarea fizicianului de aceași naționalitate și profesor la Universitatea din Copenhaga, Hans Christian Ørsted (1777–1851).
După mai mult de zece ani în orbită, satelitul Ørsted este încă operațional și continuă să obțină măsurători precise ale câmpului magnetic al Pământului. Ørsted a fost construit de o echipă de companii spațiale daneze, dintre care CRI a fost prim contractor. CRI a fost achiziționat de către Terma A / S înainte ca Ørsted să fie lansat, iar operațiunile de zi cu zi sunt conduse ca o echipă între Terma A / S și Institutul Meteorologic Danez.
În 2010, Ørsted a trecut la 500 de metri de resturile coliziunii satelitului din 2009, dar nu a suferit nici o defecțiune.
Ørsted a fost prima dintr-o secvență planificată de microsateliți de zbor în cadrul programului danez Small Satellite întrerupt.

## Obiectivele misiunii
Principalul obiectiv științific al satelitului a fost de a crea harta câmpului magnetic al Pământului și să colecteze date pentru a determina schimbările care au loc în acest câmp.
Pe baza datelor satelitului Ørsted, cercetătorii de la Institutul Danez de Cercetare a Spațiului au concluzionat că polii magnetici ai Pământului se mișca și viteza a fost în creștere în ultimii ani. Această accelerare aparentă indică, că polii Pământului ar putea fi în procesul de comutare, care ar putea avea consecințe grave pentru viața biologică de pe uscat.
Rezultatele au fost publicate în mai multe reviste științifice importante, aparând în Geophysical Research Letters, Nature și Eos.